# KSC Lokeren Oost-Vlaanderen
Koninklijke Sporting Club Lokeren Oost-Vlaanderen (normalt kendt som KSC Lokeren eller Sporting Lokeren) er en belgisk fodboldklub fra byen Lokeren i Flandern. Klubben spiller i landets bedste liga, Belgiske Pro League, og har hjemmebane på Daknamstadion. Klubben blev grundlagt i 1923 og har siden da vundet én pokaltitel, der blev sikret i 1981, hvor danskeren Preben Elkjær var blandt holdets store profiler.
Tidligere har den dansk-tyske Alexander Scholz spillet i klubben, med en fortid i Vejle Boldklub.
Udover Elkjær har en anden dansk landsholdsprofil, Kim Christofte, spillet for klubben.

## Titler
- Belgiske Pokalturnering (1): 1981

## Kendte spillere
| - Guy Dardenne - Davy De Beule - Maurits De Schrijver - Filip De Wilde - Raymond Mommens - René Verheyen - Bruno Versavel - Suvad Katana - João Carlos - Aristide Bancé - Karol Dobiaš - Jan Koller - Roman Vonášek - Daniel Zítka - Elos Elonga-Ekakia - Hervé Nzelo-Lembi | - Preben Elkjær - Dale Tempest - Marko Myyry - Kari Ukkonen - Sambégou Bangoura - Souleymane Youla - Marel Baldvinsson - Arnór Guðjohnsen - Arnar Grétarsson - Rúnar Kristinsson - Arnar Viðarsson - Avi Strool - Yoav Ziv - Omer Golan - Patrice Zéré | - René van der Gijp - Edward Linskens - Moussa Maazou - Stephen Keshi - Peter Rufai - Samson Siasia - Włodzimierz Lubański - Grzegorz Lato - Jim Bett - Jim Tolmie - Zvonko Milojević - Adékambi Olufadé - Đorđe Vujkov - Mladen Dabanovič |

## Danske spillere
- Preben Elkjær (1978-1984)
- Kim Christofte (1981-1984)
- Alexander Scholz (2012-2015)